# La Française des Jeux (wielerploeg)/1999
Deze pagina geeft een overzicht van de wielerploeg Française des Jeux in 1999.
| Naam                                  | Geboortedatum | Nationaliteit       | Ploeg 1998        |
| ------------------------------------- | ------------- | ------------------- | ----------------- |
| Christophe Bassons                    | 10-06-1974    | Frankrijk           | Festina-Lotus     |
| Thomas Bodo (stagiair vanaf 01-09)    | 07-10-1980    | Frankrijk           | -                 |
| Franck Bouyer                         | 17-03-1974    | Frankrijk           |                   |
| Sandy Casar (stagiair vanaf 01-09)    | 02-02-1979    | Frankrijk           | -                 |
| Jimmy Casper                          | 28-05-1978    | Frankrijk           |                   |
| Patrick D'Hont                        | 18-11-1975    | België              |                   |
| Frédéric Guesdon                      | 14-10-1971    | Frankrijk           |                   |
| Stephane Heulot                       | 20-09-1971    | Frankrijk           |                   |
| Chris Horner                          | 23-10-1971    | Verenigde Staten    |                   |
| Xavier Jan                            | 02-06-1970    | Frankrijk           |                   |
| Yvon Ledanois                         | 05-07-1969    | Frankrijk           |                   |
| Régis Lhuiller (stagiair vanaf 01-09) | 28-05-1980    | Frankrijk           | -                 |
| Emmanuel Magnien                      | 07-05-1971    | Frankrijk           |                   |
| Bradley McGee                         | 24-02-1976    | Australië           |                   |
| Christophe Mengin                     | 03-09-1968    | Frankrijk           |                   |
| Lars Michaelsen                       | 13-03-1969    | Denemarken          | TVM-Farm Frites   |
| Anthony Morin                         | 27-06-1974    | Frankrijk           |                   |
| Damien Nazon                          | 26-06-1974    | Frankrijk           |                   |
| Jean-Patrick Nazon                    | 18-01-1977    | Frankrijk           |                   |
| Franck Perque                         | 30-11-1974    | Frankrijk           |                   |
| Jean-Cyril Robin                      | 27-08-1969    | Frankrijk           | US Postal Service |
| Cyril Saugrain                        | 22-06-1973    | Frankrijk           | Cofidis           |
| Maximilian Sciandri                   | 15-02-1967    | Verenigd Koninkrijk |                   |
| Jean-Michel Tessier                   | 22-12-1977    | Frankrijk           |                   |
| Nicolas Vogondy                       | 08-08-1977    | Frankrijk           |                   |

1997 · 1998 · 1999 · 2000 · 2001 · 2002 · 2003 · 2004 · 2005 · 2006 · 2007 · 2008 · 2009 · 2010 · 2011 · 2012 · 2013 · 2014 · 2015 · 2016 · 2017 · 2018 · 2019 · 2020 · 2021 · 2022 · 2023 · 2024 · 2025